# Modus vivendi

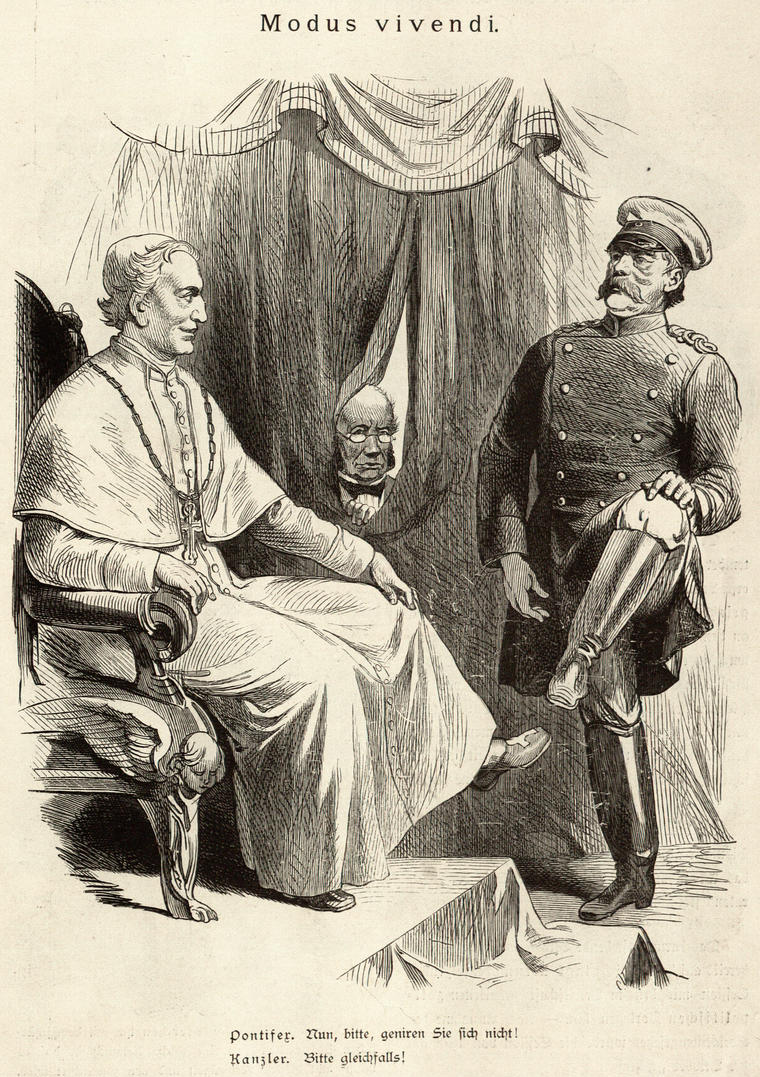
Kresba modu vivendi mezi papežem a německým císařem z konce 19. století.

Modus vivendi (latinsky doslova způsob života) je v mezinárodním právu dohoda mezi dvěma státními subjekty, která má být v budoucnu stvrzena definitivní mezinárodní smlouvou.
V přeneseném smyslu slova označuje tento výraz způsob soužití, jenž není založen na právním podkladě, ale na realitě společného života či práce. Např. soužití muže a ženy mimo tradiční manželství (bez svatby).

## Příklady
V českých dějinách je příkladem takového modu vivendi úmluva mezi československou vládou a Svatým stolcem z ledna 1928.
Poté, co Kuvajt v roce 1961 vyhlásil samostatnost, Irák prohlašoval, že Kuvajt stále zůstává součástí iráckého území. Teprve po britské intervenci Irák svých územních požadavků vůči Kuvajtu zanechal a formálně nezávislost Kuvajtu uznal. Tím došlo ke vzniku modu vivendi.